# 2008 في إسرائيل
فيما يلي قوائم الأحداث التي وقعت خلال عام 2008 في إسرائيل.

## أحداث

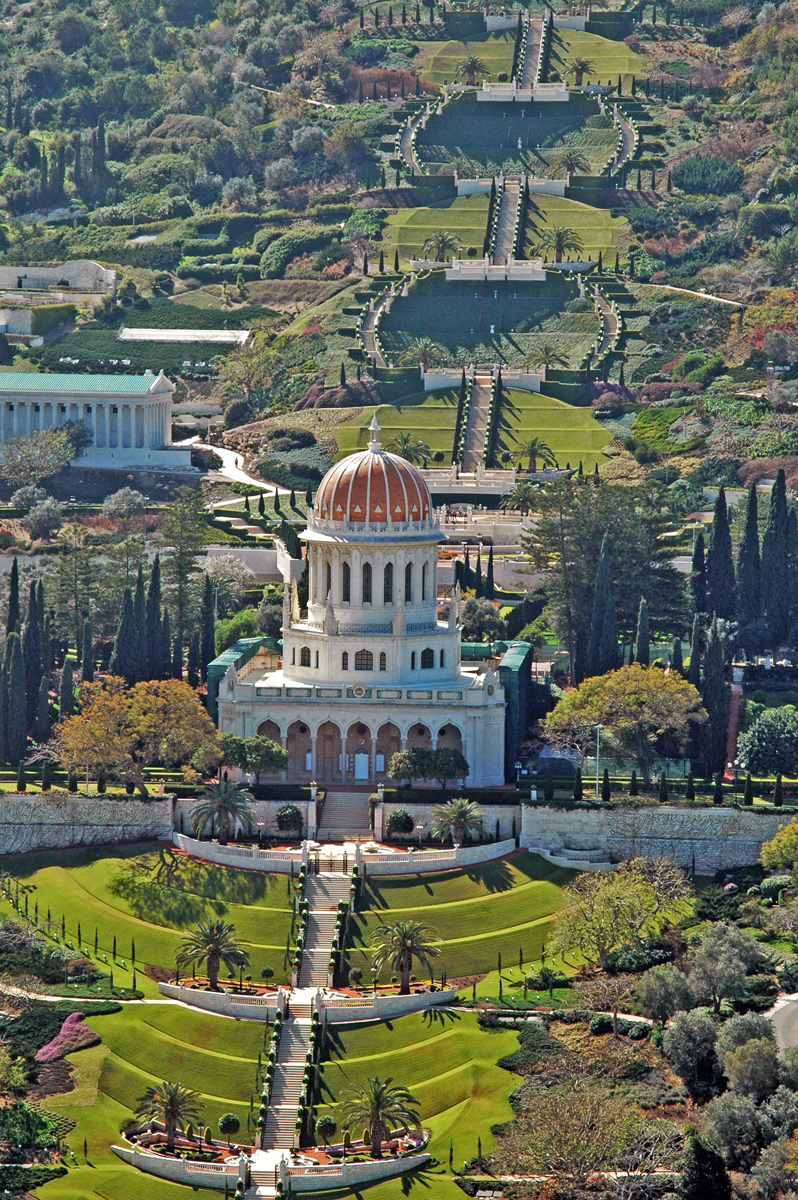
تعلن اليونسكو أن مباني مركز البهائيين في حيفا والجليل الغربي هي مواقع تراث عالمي

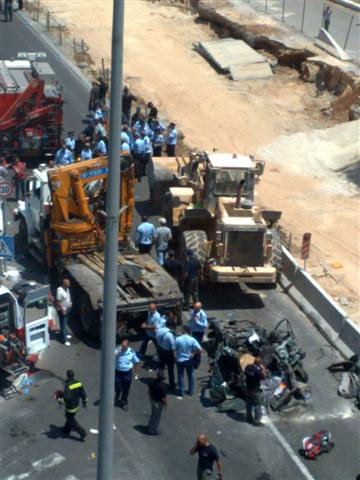
يستخدم اتركس في الهجوم في القدس

- 22 سبتمبر – عملية دهس القدس 2008
- 2 يوليو – عملية الجرافة

## سياسة

### تعيين في المنصب
- 31 يوليو – أوري مكليف عضو الكنيست [الإنجليزية]‏،عضو الكنيست [الإنجليزية]‏.
- 11 نوفمبر – نير بركات قائمة رؤساء بلدية القدس.
- 3 ديسمبر – أوري أرئيل عضو الكنيست [الإنجليزية]‏.
- 3 ديسمبر – نيسان سلوميانسكي عضو الكنيست [الإنجليزية]‏.
- 18 ديسمبر – إسحاق هرتزوغ عضو الكنيست [الإنجليزية]‏.
- 18 ديسمبر – إيتان كابل عضو الكنيست [الإنجليزية]‏.
- 18 ديسمبر – شيلي يحيموفيتش عضو الكنيست [الإنجليزية]‏.
- 18 ديسمبر – عامي أيالون عضو الكنيست [الإنجليزية]‏.
- 18 ديسمبر – عمير بيرتز عضو الكنيست [الإنجليزية]‏.
- 18 ديسمبر – غالب مجادلة عضو الكنيست [الإنجليزية]‏.
- 18 ديسمبر – موشيه غافني عضو الكنيست [الإنجليزية]‏.

### انتهاء فترة المنصب
- 1 يناير – افيغادور ليبرمان نائب رئيس الوزراء ‏.
- 14 يناير – اسحق كوهين وزير بدون حقيبة وزارية.
- 28 مايو – افرايم سنيه عضو الكنيست [الإنجليزية]‏.
- 2 يوليو – داني ياتوم عضو الكنيست [الإنجليزية]‏.
- 4 نوفمبر – يوسي بيلين عضو الكنيست [الإنجليزية]‏.
- 3 ديسمبر – أوري أرئيل عضو الكنيست [الإنجليزية]‏.
- 3 ديسمبر – نيسان سلوميانسكي عضو الكنيست [الإنجليزية]‏.
- 16 ديسمبر – عامي أيالون وزير بدون حقيبة وزارية،عضو الكنيست [الإنجليزية]‏.
- 18 ديسمبر – أوري مكليف عضو الكنيست [الإنجليزية]‏.
- 18 ديسمبر – إسحاق هرتزوغ عضو الكنيست [الإنجليزية]‏.
- 18 ديسمبر – إيتان كابل عضو الكنيست [الإنجليزية]‏.
- 18 ديسمبر – شيلي يحيموفيتش عضو الكنيست [الإنجليزية]‏.
- 18 ديسمبر – عمير بيرتز عضو الكنيست [الإنجليزية]‏.
- 18 ديسمبر – غالب مجادلة عضو الكنيست [الإنجليزية]‏.
- 18 ديسمبر – موشيه غافني عضو الكنيست [الإنجليزية]‏.

## أفلام
من الأفلام التي صدرت هذه السنة في إسرائيل:
- 1 يناير – زيارة الفرقة الموسيقية من إخراج عيران كوليرين.
- 1 يناير – شيفا من إخراج رونيت القبص، شلومي القبص [الإنجليزية]‏.

## كتب
من الكتب التي صدرت هذه السنة في إسرائيل:
- 1 يناير – اختراع الشعب اليهودي من تأليف شلومو ساند.

## وفيات

### يناير
- 1 يناير – سيرين حسيني شهيد (مواليد 1920) كاتبة فلسطينية.
- 26 يناير – جورج حبش (مواليد 1926)[1]

### أغسطس
- 19 أغسطس – بنيامين جبلي (مواليد 1919) دبلوماسي إسرائيلي.[2]

### ديسمبر
- 1 ديسمبر – رجا العيسى (مواليد 1922) صحفي فلسطيني.